# Jugement contradictoire (droit français)
Un jugement contradictoire, en droit français, qualifie le jugement qui a mis les parties du procès en mesure de débattre contradictoirement et loyalement.
Les conditions de qualification de jugement contradictoire sont différentes en procédure civile, en procédure pénale ou en contentieux administratif.
Le jugement contradictoire s'oppose au jugement par défaut.

## Jugement contradictoire en procédure pénale française
Il s'agit de la personne citée devant la juridiction répressive qui a su qu'un procès lui était intenté par le Ministère public ou une partie civile et qui a connu la date d'audience. Ce sujet est évoqué par les articles 410 à 412 du code de procédure pénale.
La personne a été avertie de la date d'audience et des faits reprochés :
- soit dans le cadre d'une notification par officier de police judiciaire ;
- soit à la suite d'une comparution devant le procureur de la République ;
- soit par citation directe (le tribunal vérifie alors que la citation a été faite à personne ou que, si une lettre recommandée lui a été adressée, elle l'a bien reçue) ;
- soit par citation à adresse déclarée dans le cadre d'une procédure d'information judiciaire.

Si à l'audience la personne se présente, le jugement est qualifié de contradictoire : le délai d'appel est de 10 jours et débute le lendemain de l'audience.
Si à l'audience la personne est absente, le jugement est qualifié de contradictoire à signifier : le délai d'appel est de 10 jours et débute le lendemain de la signification du jugement à personne.
Si la personne n'a pas su qu'elle était citée devant une juridiction (par exemple en cas de changement d'adresse), le jugement est rendu par défaut et peut être frappé d'opposition. L'opposition rend alors le jugement caduc et non avenu ; le condamné est alors rejugé par la même juridiction.

## Jugement contradictoire en procédure civile française
La notion est différente de la procédure pénale. Les règles sont « moins strictes ». Ce sujet est évoqué par les articles 467 à 474 du code de procédure civile.
Il faut et il suffit que l'huissier qui délivre la citation fasse toutes les recherches normales et diligences pour remettre l'assignation. Cet acte peut être remis à la personne désignée, mais aussi à une personne du domicile, ou à l'étude de l'huissier (avec envoi d'une lettre recommandée et d'une lettre simple).
Du moment que l'huissier a recherché la personne, et même s'il ne l'a pas trouvée en personne, le jugement est contradictoire, pourvu qu'un appel soit possible.
Le défaut de comparution constitue l’absence d’une partie ou de son représentant à la première audience.
Plusieurs hypothèses sont à considérer en cas de défaut de comparution aux articles sur 467 et suivants du CPC. En ce qui concerne un potentiel jugement rendu :
1. Si le demandeur ne comparaît pas et que le défendeur sollicite qu’un jugement soit rendu sur le fond : le jugement est contradictoire.
2. Si le défendeur ne comparaît pas et qu’il est sollicité un jugement sur le fond par le demandeur, celui-ci n’aura lieu que si sa demande est régulière, recevable et bien-fondée.

Le jugement sera soit rendu par défaut, soit réputé contradictoire :
- Si la personne a été jointe à personne, sans constituer avocat dans la procédure mais l'appel est possible le jugement est réputé contradictoire.
- Si la personne n'a pas été jointe à personne, sans constituer avocat dans la procédure, mais l'appel est impossible (valeur du litige inférieure à 5 000 euros) : le jugement est rendu par défaut. Lorsque la citation n’a pas été délivrée à personne le juge peut d’office ou à l’initiative du demandeur, inviter le défendeur de nouveau à comparaître (alternative).

Ainsi, les jugements prononcés par les tribunaux judiciaires sont contradictoires ou réputés contradictoires si la valeur du litige est supérieure à 5000 euros.
En revanche, tous les jugements prononcés par les mêmes juridictions sont contradictoires, ou réputés contradictoires ou par défaut si l'appel n'est pas possible quand l'intérêt du litige est inférieur à 5000 euros.
Comparée à la matière pénale, cette moins grande exigence en matière civile tient à deux raisons :
- d'une part, en procédure pénale, des peines lourdes peuvent être prononcées (emprisonnement par exemple), si bien qu'on vérifie bien que les personnes ont pu être en mesure de présenter une défense ;
- d'autre part, en procédure civile, s'agissant de litiges impliquant soit des artisans, soit des sociétés avec adresse connue, soit des particuliers qui n'ont pas d'intérêt à se cacher, on suppose qu'il sera « facile » de joindre les justiciables. Par ailleurs, si un justiciable est condamné en matière civile, le jugement doit ensuite lui être obligatoirement signifié : à ce moment-là, il pourra toujours, s'il le souhaite, faire appel de la décision.

## Jugement contradictoire en contentieux administratif français
En droit administratif, comme dans les autres droits français, le principe du contradictoire doit être respecté (article L.5 du code de justice administrative).
Cependant la rédaction de l'article R.611-3 du code de justice administrative autorise le greffe à ne faire parvenir aux parties les conclusions ou mémoires par courrier simple. Lorsque les parties ont été notifiées de la possibilité de suivre le déroulement de l'instance à travers le service internet Sagace, alors les parties qui n'auront pas reçu ces pièces nouvelles et qui ne les auront pas demandées au greffe ne pourront pas invoquer une atteinte au principe du contradictoire.

## Le jugement rendu par défaut
La grande distinction entre d'une part le jugement contradictoire, ou contradictoire à signifier, ou réputé contradictoire, et d'autre part le jugement rendu par défaut, réside dans le fait que les jugements contradictoires sont susceptibles de contestation devant une juridiction supérieure, en l'occurrence la cour d'appel (juridictions civiles ou pénales) ou la cour administrative d'appel : la juridiction du premier degré est définitivement dessaisie.
En revanche, les jugements rendus par défaut sont susceptibles de faire l'objet d'une opposition : la juridiction qui a rendu le jugement par défaut est de nouveau saisie, et doit statuer à nouveau. Le jugement par défaut est alors « non avenu », c'est-à-dire qu'il est caduc et sans effet. La juridiction peut, selon les explications des parties, soit modifier le jugement initial, soit le confirmer. Puis, lorsque la juridiction a tranché par ce second jugement, qui par définition est contradictoire, ce second jugement peut faire l'objet d'un appel.
Un demandeur dans une audience civile, ou une victime à un procès pénal, peut donc avoir à subir trois examens de sa cause : un premier examen faisant l'objet d'un jugement par défaut, un deuxième examen avec annulation du jugement initial puis nouvelle décision, un troisième examen par la cour d'appel (sans oublier la possibilité de saisine de la Cour de cassation).
On peut donc « gagner » un procès civil par un jugement par défaut, puis perdre dans le cadre du jugement contradictoire, puis gagner ou perdre en cour d'appel ; on peut être condamné dans le cadre d'un jugement pénal rendu par défaut, puis de nouveau être condamné ou relaxé devant le tribunal correctionnel ou la cour d'appel.
Dans l'hypothèse où une personne fait opposition à un jugement par défaut, une nouvelle date d'audience lui est communiquée. Si elle ne se présente pas, le jugement rendu est qualifié d' itératif défaut, l'opposition est déclarée non avenue et le jugement initial de défaut s'applique alors, sans possibilité d'opposition.
Il est possible, après avoir fait opposition, de renoncer à celle-ci : on retombe alors dans l'hypothèse du paragraphe précédent.